# Malaconotidae
Malaconotidae са семейство дребни до средно големи птици от разред Врабчоподобни (Passeriformes).
Включва девет рода с около 50 вида, разпространени главно в саваните и съседните горски местности на Африка. Хранят се главно с едри насекоми, по-рядко с плодове и дори с дребни гризачи.

## Родове
Семейство Malaconotidae
- Bocagia
- Chlorophoneus
- Dryoscopus
- Laniarius
- Malaconotus
- Nilaus  – Брубру
- Rhodophoneus
- Tchagra
- Telophorus